# 田後村
田後村（たじりそん）は、鳥取県岩井郡・岩美郡にあった村、自治体である。

## 概要
現在の岩美町田後に相当する。日本海の荒波による浸食で洞窟や岩礁など変化に富む海岸線に沿って位置した。
村名は、この地域にかつて存在した広田郷の後ろにあるという意味で名付けられたと伝えられ、文禄年間に石見国江津から来た漁師が住み着いたのが始まりとされる。
行政上は浦富村（本浦富村、本浦住村）の出村であった。

## 沿革
- 1877年（明治10年）3月5日 - 浦富村の一部が分村して田後村となる[3]。
- 1881年（明治14年）9月12日 - 鳥取県再置。
- 1883年（明治16年）- 浦富村に置かれた連合戸長役場の管轄区域となる[1]。
- 1889年（明治22年）10月1日 - 町村制施行により、自治体としての田後村が発足。大字は編成せず。
- 1896年（明治29年）4月1日 - 郡制の施行により、邑美郡・法美郡・岩井郡の区域をもって岩美郡が発足し、岩美郡田後村となる。
- 1920年（大正9年）2月 - 役場位置を字東屋敷67番地に変更[4]。
- 1929年（昭和4年）11月3日 - 役場位置を字東屋敷68番ノ2に変更[5]。
- 1954年（昭和29年）7月1日 - 東村、浦富町、蒲生村、岩井町、小田村、本庄村、大岩村、網代村と合併して岩美町が発足。同日田後村廃止[6]。岩美町大字田後となる[7]。

## 行政

### 歴代村長
| 代         | 氏名       | 就任年月日                 | 退任年月日                 | 備考                       |
| ---------- | ---------- | -------------------------- | -------------------------- | -------------------------- |
| 初         | 上村平三郎 | 1889年（明治22年）11月21日 | 1891年（明治24年）6月12日  |                            |
| 2          | 佐々木楷定 | 1891年（明治24年）6月20日  | 1892年（明治25年）4月4日   |                            |
| 3          | 竹中安五郎 | 1892年（明治25年）4月19日  | 1893年（明治26年）5月13日  |                            |
| 4          | 山田繁蔵   | 1893年（明治26年）5月17日  | 1894年（明治27年）7月10日  |                            |
| 5          | 上村平三郎 | 1894年（明治27年）7月17日  | 1897年（明治30年）4月22日  |                            |
| 6          | 竹中安五郎 | 1897年（明治30年）4月27日  | 1898年（明治31年）4月5日   |                            |
| 7          | 松浪清次郎 | 1899年（明治32年）4月26日  | 1900年（明治33年）12月5日  |                            |
| 8          | 上村平三郎 | 1900年（明治33年）12月12日 | 1902年（明治35年）5月3日   |                            |
| －         | 草野敬     | 1902年（明治35年）6月4日   | 1902年（明治35年）10月25日 | 岩美郡役所属               |
| 9          | 上村平三郎 | 1902年（明治35年）10月31日 | 1903年（明治36年）2月21日  |                            |
| 10         | 上村喜八郎 | 1903年（明治36年）10月21日 | 1903年（明治36年）10月27日 |                            |
| 11         | 梅里松太郎 | 1903年（明治36年）12月17日 | 1904年（明治37年）9月15日  |                            |
| 12         | 上村平三郎 | 1904年（明治37年）9月22日  | 1905年（明治38年）7月17日  |                            |
| 13         | 上村喜八郎 | 1905年（明治38年）8月9日   | 1906年（明治39年）8月15日  |                            |
| 14         | 竹中新太郎 | 1906年（明治39年）10月16日 | 1910年（明治43年）5月6日   |                            |
| 15         | 山田繁蔵   | 1910年（明治43年）6月14日  | 1910年（明治43年）10月10日 |                            |
| 16         | 上村泰蔵   | 1910年（明治43年）12月26日 | 1914年（大正3年）12月15日  |                            |
| 17         | 上村泰蔵   | 1914年（大正3年）12月22日  | 1918年（大正7年）12月21日  |                            |
| 18         | 上村泰蔵   | 1918年（大正7年）12月27日  | 1921年（大正10年）10月15日 |                            |
| 19         | 上村忠平   | 1921年（大正10年）11月15日 | 1922年（大正11年）2月11日  |                            |
| 20         | 松本十蔵   | 1922年（大正11年）4月4日   | 1922年（大正11年）8月28日  |                            |
| 21         | 岸本万英   | 1922年（大正11年）10月4日  | 1922年（大正11年）11月21日 |                            |
| 22         | 松本十蔵   | 1923年（大正12年）3月13日  | 1927年（昭和2年）3月12日   |                            |
| 23         | 井上芳蔵   | 1927年（昭和2年）4月1日    | 1928年（昭和3年）5月22日   |                            |
| 24         | 上村忠平   | 1928年（昭和3年）7月26日   | 1933年（昭和8年）10月20日  |                            |
| 25         | 泉本十太郎 | 1933年（昭和8年）11月7日   | 1937年（昭和12年）5月12日  |                            |
| 26         | 浜松喜与平 | 1937年（昭和12年）         | 1943年（昭和18年）8月24日  |                            |
| 27         | 山田節     | 1944年（昭和19年）1月20日  | 1946年（昭和21年）11月12日 |                            |
| 28         | 上村啓治   | 1947年（昭和22年）2月18日  | 1947年（昭和22年）4月5日   |                            |
| 29         | 上村啓治   | 1947年（昭和22年）4月6日   | 1951年（昭和26年）4月4日   | 合併後岩美町議会議長に就任 |
| 30         | 上村忠彦   | 1951年（昭和26年）4月23日  | 1954年（昭和29年）6月30日  | 後に岩美町長に就任         |
| 参考文献 - |            |                            |                            |                            |

## 教育
- 田後村立田後小学校（現在は統合により岩美町立岩美北小学校となる）
- 中学校は浦富町の組合立浦富中学校（現在は統合により岩美町立岩美中学校となる）

## 交通

### 港湾
- 田後港

## 名所・旧跡
- 浦富海岸（鴨ヶ磯）